# Markus Wolfahrt
Markus Wolfahrt (* 1. Oktober 1960 in Bregenz) ist ein österreichischer Sänger, Trompeter, Flügelhornist, Moderator und Musikverleger, der von 1976 bis 2010 als Bandleader der Klostertaler fungierte.

## Leben und Karriere
Markus Wolfahrt gründete zusammen mit seinem Bruder Thomas 1976 Die Jungen Klostertaler, 1996 umbenannt in Die Klostertaler. Die Musikgruppe löste sich 2010 nach einem Abschiedskonzert im Rahmen der alljährlichen Klostertaler Alpenparty auf.
Im Oktober 2003 veröffentlichte Wolfahrt sein erstes Soloalbum Alpynia mit meditativer, entspannender Flügelhorn-Musik.
2011 folgte sein Album Mein Weg mit „top produzierten Pop-Schlagern, die rockig bis volksmusikalisch einen zwar positiven, doch auch immer wieder nachdenklichen Markus Wolfahrt zeigten“. Diesen Weg verfolgte er auch auf seinem Album Grenzenlose Freiheit, das 2013 erschien.
Bereits in den 1990er Jahren betätigte sich Markus Wolfahrt als Moderator bei Sendungen von Radio Vorarlberg ebenso wie bei Fernsehsendungen des ORF, beispielsweise Aufgegabelt in Österreich. Bei der Serie des ZDF Ab in den Urlaub trat er gleichfalls in Erscheinung.
Seit 2019 spielt er gemeinsam mit seinen Bandkollegen in der Alpin KG.
Mittlerweile ist Markus Wolfahrt auch als Mental Coach in seiner Praxis in Amriswil engagiert.

## Diskografie (unter eigenem Namen)
- 2003: Alpynia, Markus Wolfahrt - Spirito Dell Aqua (Koch Universal)
- 2011: Mein Weg (Koch Universal)
- 2013: Grenzenlose Freiheit (Koch Universal)
- 2021: Du bist die Kraft (B-exstage)